# Titidius galbanatus
Titidius galbanatus är en spindelart som först beskrevs av Eugen von Keyserling 1880.  Titidius galbanatus ingår i släktet Titidius och familjen krabbspindlar. Inga underarter finns listade i Catalogue of Life.